# Blanche av Burgund

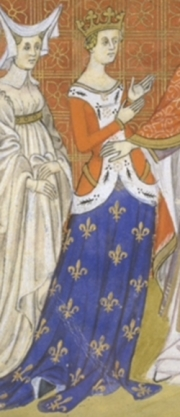
Blanche av Burgund

Blanche av Burgund, född 1296, död 1326, var drottning av Frankrike och Navarra som gift med Karl IV av Frankrike.

## Biografi
Blanche var dotter till greve Otto IV av Burgund och Mafalda av Artois. Hon gifte sig år 1308 med den senare Karl IV av Frankrike. Hennes make var då endast den tredje sonen till kungen av Frankrike.
År 1314 anklagades Blanche av Burgund och hennes svägerska Marguerite av Burgund för äktenskapsbrott under  Tour de Nesle-affären. Hon spärrades in i fästningen Château-Gaillard.
År 1322 besteg hennes make tronen som Karl IV, och Blanche blev därmed tekniskt sett drottning. Hennes man ansökte hos påven om skilsmässa, det vill säga en annullering av äktenskapet. Det officiella skälet var påståendet att hennes mor hade varit hennes makes gudmor. Blanche gick med på annulleringen, som godkändes år 1322.
Blanche frigavs slutligen ur fängelset efter annulleringen. Det var omöjligt för henne att gifta om sig efter skandalen, och fängelsetiden hade skadat hennes hälsa. Enligt traditionen påstås hon ha blivit nunna i cistercienserklostret Maubuisson (Val-d'Oise), men det finns ingenting som tyder på att det stämmer.
Tour de Nesle-affären har skildrats i fiktion av Alexandre Dumas.